# 上矢部 (相模原市)
上矢部（かみやべ）は、神奈川県相模原市中央区の地名である。境川に沿った上矢部一丁目〜上矢部五丁目と、在日米陸軍相模総合補給廠の一部で住居表示未実施の大字上矢部とからなる。

## 地理
北を流れる境川をはさんで東京都町田市と隣接する。元々は激しく蛇行する境川の流路を基に都県境が設定されていたが、1970年代以降に進められた河川改修で境川の拡幅と同時に流路の直線化が行われたため、現在の流路と都県境が一致せず、相模原市と町田市相互に「川向こうの飛び地」を多く抱えることとなった。これを解消するために両市間では現流路に合わせた境界変更の協議が進められており、3～4年おきに境界変更を行っている。
境川の南岸に沿って段丘崖がのび、その南側は相模原台地が広がる。古くからの集落は段丘崖付近に分布し、境川沿いの低地には水田も開かれていた。台地上を流れる河川はなく、この付近ではヤト（谷戸）の発達も見られないため概ね平坦である。台地上の区域のうちの大部分は、隣接する大字矢部新田および小山にまたがって在日米陸軍相模総合補給廠が占めている。境川沿いの旧集落周辺はJR東日本横浜線の矢部駅、淵野辺駅のいずれからも遠いために市街化の波及はやや遅れたが、1990年代までには相模総合補給廠北側の台地上も含めて農地のほとんどが宅地に変わっている。

### 河川
- 境川

### 地価
住宅地の地価は、2023年（令和5年）1月1日の公示地価によれば、上矢部5-9-1の地点で12万2000円/m2となっている。

## 歴史
矢部という地名は元来、近隣の相原、小山、鶴間などと同様に境川の両岸にまたがって広がる地名であった。平安時代末期から鎌倉時代にかけてこの地域を拠点に活動した武士団に矢部氏を名乗るものがあり、上矢部五丁目には矢部氏の居館跡（矢部城）が残されている。村落名としては戦国時代に現れるとされ、後北条氏の『小田原衆所領役帳』には「相模国東郡」（高座郡を参照）内の地名として「矢部」が見られる。一方、武蔵国多摩郡の「小山田村」の一部とする史料もある。1593年（文禄3年）の検地の際に境川が武蔵・相摸両国の国界として確定し、右岸（西側）側が相模国高座郡、左岸（東岸）側が武蔵国多摩郡に属するものとされて、相模国分を上矢部村、武蔵国分を下矢部村と呼ぶようになった。下矢部村は江戸時代には木曽村の一部とされ、1889年（明治22年）の南多摩郡忠生村を経て（1893年（明治26年）より東京府）、現在は町田市の矢部町となっている。
相模国分とされた上矢部村は幕府直轄領（天領）とされたのち、1728年（享保13年）に下野烏山藩領となり、1871年（明治4年）の廃藩置県まで続いた。
上矢部村南方の台地上は「相模野」と呼ばれる原野の一部で、周辺農村入会の草刈り場として「矢部野」と呼ばれていた。1675年（延宝3年）に江戸町人の相模屋助右衛門の願い出により矢部野の開墾が始まり、1684年（貞享元年）の検地で上矢部新田村（または矢部新田村）として独立した。現在の矢部一丁目〜四丁目、富士見一丁目〜三丁目などがこれにあたる。
上矢部村は1871年（明治4年）7月の廃藩置県により烏山県の管轄とされたあと、同年11月の府県再編で神奈川県の所属となった。1889年（明治22年）4月1日の町村制施行に際する明治の大合併で矢部新田村、淵野辺村、鵜野森村、上鶴間村と合併して高座郡大野村の一部となり、同村の大字上矢部となった。
養蚕業の発展とともに台地上一面に桑畑が広がっていた当地域が大きく変貌するきっかけとなったのは、1938年（昭和13年）8月の陸軍相模兵器製造所（1940年より相模陸軍造兵廠）の開設である。上矢部・矢部新田の両大字西半分から隣接する相原村小山にかけて、横浜線と境川にはさまれた広大な敷地が軍用地とされ、兵器工場が建設された。次いで同年10月には相模兵器製造所の東に隣接する敷地に陸軍工科学校（1940年より陸軍兵器学校）が移転してきた。
これらのほかにも相模原への陸軍施設の進出が相次いだことから、軍部の後押しもあって高座郡北部の各町村の合併と壮大な都市計画による一大軍事都市建設の気運が高まった。その結果、1941年（昭和16年）4月29日に大野村、相原村と上溝町、座間町ほか4村が合併して高座郡相模原町が発足した（相模原市#軍都計画、相模原市#相模原町の発足を参照）。1954年（昭和29年）11月20日、相模原町は市制を施行して相模原市となり、当地域は同市の大字上矢部となった。
敗戦後、相模陸軍造兵廠はその大部分が進駐軍に接収されて1949年（昭和24年）に米陸軍横浜技術廠相模工廠となり、占領終了後も在日米陸軍相模総合補給廠として引き続き利用された。相模工廠はそのまま兵器工場として利用され、1950年（昭和25年）の朝鮮戦争勃発による軍事特需で活況を呈し、地元住民も含めた多くの労働者が生産に従事した。一方、横浜線北側の旧陸軍兵器学校跡地を中心とする区域は細分されて、麻布獣医畜産専門学校（麻布獣医科大学を経て現・麻布大学。所在地は旧大字矢部新田、現淵野辺一丁目）や工場、研究施設などに転用された。
市街化の波及に合わせて、1966年（昭和41年）7月1日に隣接する矢部新田にまたがり元の陸軍兵器学校の敷地であった区域で住居表示が実施され、淵野辺一丁目・二丁目となった。境川沿いの旧集落周辺でも1978年（昭和53年）7月1日に住居表示を実施して上矢部一丁目〜上矢部五丁目となり、現在は在日米陸軍相模総合補給廠の敷地内にのみ住居表示未実施の大字上矢部が残存している。

## 世帯数と人口
2020年（令和2年）10月1日現在（国勢調査）の世帯数と人口（総務省調べ）は以下の通りである。大字上矢部は秘匿のため、省略とする。
| 丁目         | 世帯数    | 人口    |
| ------------ | --------- | ------- |
| 上矢部一丁目 | 640世帯   | 1,435人 |
| 上矢部二丁目 | 495世帯   | 1,219人 |
| 上矢部三丁目 | 352世帯   | 713人   |
| 上矢部四丁目 | 554世帯   | 1,233人 |
| 上矢部五丁目 | 615世帯   | 1,549人 |
| 計           | 2,656世帯 | 6,149人 |

### 人口の変遷
国勢調査による人口の推移。
| 年                 | 人口  |
| ------------------ | ----- |
| 1995年（平成7年）  | 5,415 |
| 2000年（平成12年） | 5,547 |
| 2005年（平成17年） | 5,878 |
| 2010年（平成22年） | 5,881 |
| 2015年（平成27年） | 5,941 |
| 2020年（令和2年）  | 6,149 |

### 世帯数の変遷
国勢調査による世帯数の推移。
| 年                 | 世帯数 |
| ------------------ | ------ |
| 1995年（平成7年）  | 1,805  |
| 2000年（平成12年） | 1,956  |
| 2005年（平成17年） | 2,186  |
| 2010年（平成22年） | 2,380  |
| 2015年（平成27年） | 2,465  |
| 2020年（令和2年）  | 2,656  |

## 学区
市立小・中学校に通う場合、学区は以下の通りとなる（2023年5月時点）
| 丁目         | 番地                  | 小学校                 | 中学校                 |
| ------------ | --------------------- | ---------------------- | ---------------------- |
| 上矢部一丁目 | 17番1〜2号            | 相模原市立向陽小学校   | 相模原市立小山中学校   |
| 上矢部一丁目 | 1～16番 17番3号～21番 | 相模原市立大野北小学校 | 相模原市立大野北中学校 |
| 上矢部二丁目 | 全域                  | 相模原市立大野北小学校 | 相模原市立大野北中学校 |
| 上矢部三丁目 | 全域                  | 相模原市立大野北小学校 | 相模原市立大野北中学校 |
| 上矢部四丁目 | 全域                  | 相模原市立大野北小学校 | 相模原市立大野北中学校 |
| 上矢部五丁目 | 全域                  | 相模原市立大野北小学校 | 相模原市立大野北中学校 |

- 一丁目17番3号～21番は指定変更許可区域。

## 事業所
2021年（令和3年）現在の経済センサス調査による事業所数と従業員数は以下の通りである。
| 丁目         | 事業所数 | 従業員数 |
| ------------ | -------- | -------- |
| 上矢部一丁目 | 15事業所 | 158人    |
| 上矢部二丁目 | 16事業所 | 71人     |
| 上矢部三丁目 | 7事業所  | 25人     |
| 上矢部四丁目 | 13事業所 | 118人    |
| 上矢部五丁目 | 16事業所 | 70人     |
| 計           | 67事業所 | 442人    |

### 事業者数の変遷
経済センサスによる事業所数の推移。
| 年                 | 事業者数 |
| ------------------ | -------- |
| 2016年（平成28年） | 57       |
| 2021年（令和3年）  | 67       |

### 従業員数の変遷
経済センサスによる従業員数の推移。
| 年                 | 従業員数 |
| ------------------ | -------- |
| 2016年（平成28年） | 269      |
| 2021年（令和3年）  | 442      |

## 施設
寺院・神社
- 御嶽神社
- 薬師堂

## おもな出身者
- 石井亜早実 - ミュージカル俳優

## その他

### 日本郵便
- 郵便番号 : 252-0201[3]（集配局 : 相模原郵便局[14]）。